# (73421) 2002 LX38
(73421) 2002 LX38 – planetoida z pasa głównego asteroid okrążająca Słońce w ciągu 4,24 lat w średniej odległości 2,62 j.a. Odkryta 7 czerwca 2002 roku.